# Olle Hellbom
Nils Olof Hellbom, connu sous le surnom de Olle Hellbom, né le 8 octobre 1925 à Mörkö (Södertälje) et mort le 5 juin 1982  à Stockholm, est un réalisateur, producteur de cinéma et scénariste suédois.

## Biographie
Olle Hellbom est surtout connu pour la réalisation de films basés sur les romans d'Astrid Lindgren et principalement ceux avec Fifi Brindacier. Il est mort d'un cancer de l'estomac à l'âge de 56 ans.

## Filmographie partielle

### Cinéma
- 1959 : Les Blousons dorés (Raggare!)
- 1964 : Tjorven, Båtsman och Moses
- 1967 : Skrållan, Ruskprick och Knorrhane
- 1970 : Fifi Brindacier et les Pirates (Pippi Långstrump på de sju haven)
- 1970 : Les Randonnées de Fifi Brindacier
- 1971 : Emil i Lönneberga
- 1972 : Le Nouveau Caprice d'Emil i Lönneberga
- 1974 : Världens bästa Karlsson
- 1977 : Les Frères Cœur de Lion (Bröderna Lejonhjärta)
- 1981 : Rasmus et le Clochard (Rasmus på luffen)

### Télévision
- 1964 : Les Députés de Saltkråkan (série télévisée en treize épisodes)
- 1969 : Fifi Brindacier (série télévisée en treize épisodes)